# St. Josefs Hospital Dortmund

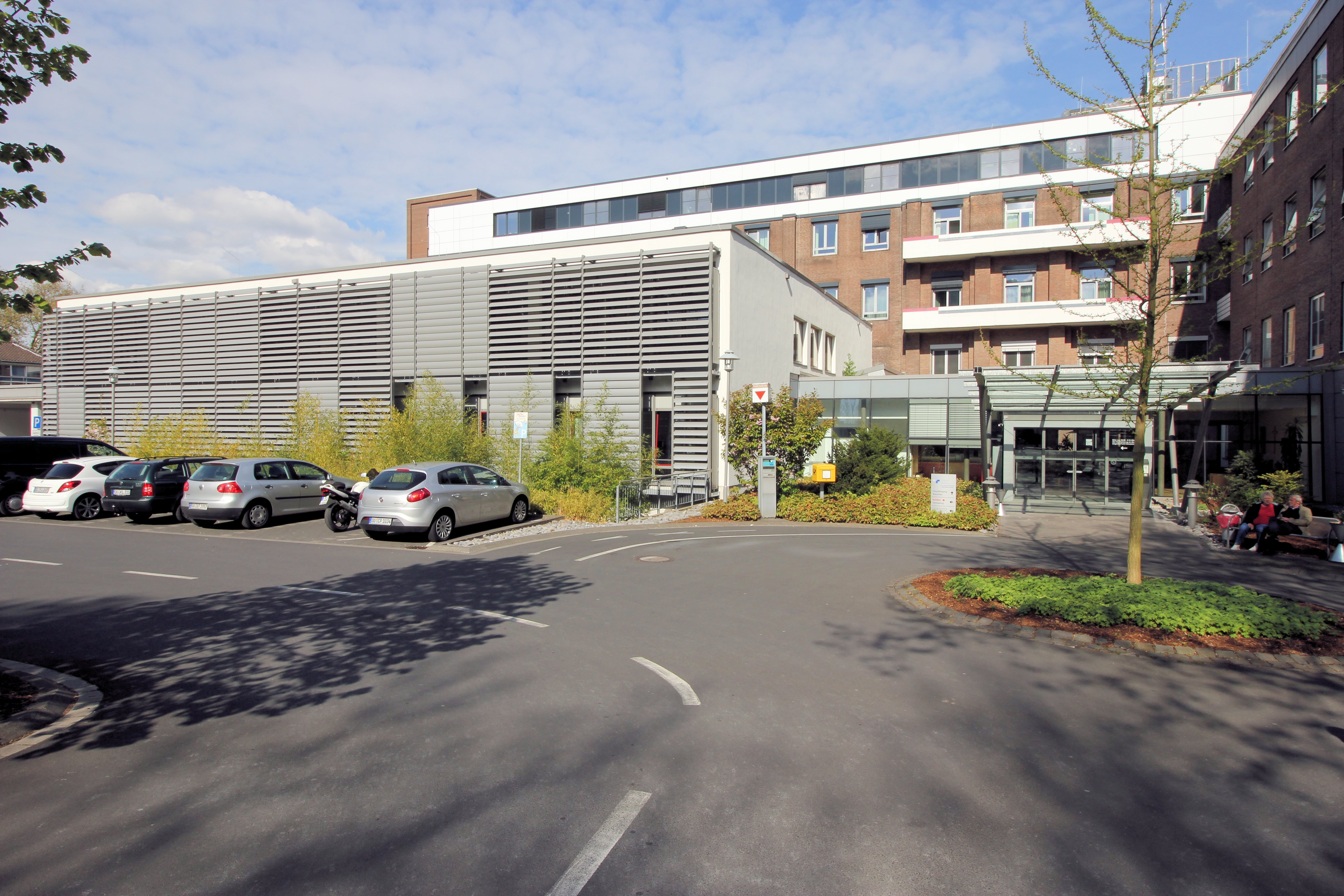
Eingangsbereich des St. Josef Hospitals in Dortmund

Das St. Josefs Hospital ist ein Krankenhaus in freigemeinnütziger Trägerschaft mit 293 Planbetten im Dortmunder Stadtteil Hörde. Trägerin ist die SLG St. Paulus GmbH, die außerdem das Katholische Krankenhaus Dortmund-West in Kirchlinde, das St.-Rochus-Hospital Castrop-Rauxel sowie die St.-Lambertus-Pflegeeinrichtungen in Castrop-Rauxel betreibt. Die SLG St. Paulus GmbH ist im Zuge des Zusammenschlusses regionaler katholischer Krankenhäuser zur Kath. St. Paulus Gesellschaft 2021 aus der 2004 gegründeten Katholische St. Lukas Gesellschaft hervorgegangen.

## Geschichte
1867, in Zeiten einer großen Cholera-Epidemie, kaufte die Hörder Stiftsgemeinde ein Haus, in welchem sich Ordensschwestern der Vincentinerinnen der Krankenpflege widmeten. 1870 wurde das St.-Josefs-Hospital eröffnet. Zwischen 1911 und 1913 erfolgte ein Neubau, ab 1930 wurde eine dem Haus angeschlossene Krankenpflegeschule errichtet und 1951 mit der Errichtung eines Erweiterungsbaus begonnen. Ende 1960 wird ein Schwesternwohnheim errichtet sowie 1974 eine neue Krankenpflegeschule eröffnet. 1993 werden die neue Intensivstation sowie der internistische Funktionstrakt in Betrieb genommen, 1995 die neue Cafeteria eröffnet und 2005 der ZAD („Zentrale Aufnahme und Diagnostik“)-Bereich eingeweiht, welches von der HDR TMK Planungsgesellschaft konzipiert wurde. 2006 erfolgt die Zertifizierung zum Darmzentrum durch die Deutsche Krebsgesellschaft. 2004 erfolgt der Zusammenschluss zur Katholische St. Lukas Gesellschaft, die 2021 im Zuge des Zusammenschlusses regionaler katholischer Krankenhäuser zur Kath. St. Paulus Gesellschaft in SLG St. Paulus GmbH umfirmiert worden ist.

## Struktur
Das Krankenhaus unterhält folgende Fachabteilungen:
- Akut- und Notfallmedizin
- Allgemein- und Viszeralchirurgie
- Anästhesiologie, Intensiv- und Schmerztherapie
- Orthopädie und Unfallchirurgie
- Frauenheilkunde und Geburtshilfe
- Innere Medizin
- Urologie
- Belegklinik für Hals-Nasen-Ohren-Heilkunde

Die Klinik bietet spezialisierte Versorgungsleistungen in folgenden Schwerpunktzentren:
- Darmzentrum
- Prostatazentrum
- Pankreaszentrum
- Kontinenzzentrum
- Endometriosezentrum
- Lokales Traumazentrum

Für chirurgische Eingriffe steht ein da Vinci-Roboter zur Verfügung. Das Robotikzentrum am St. Josefs Hospital ist Ausbildungszentrum für Roboter assistierte Operationen.
Darüber hinaus befindet sich im Haus ein Medizinisches Versorgungszentrum, welches die Bereiche Radiologie, Nuklearmedizin und Strahlentherapie abdeckt. Vis a vis zum St. Josefs Hospital befindet sich das Medizinische Zentrum Am Oelpfad, in welchem niedergelassenen Ärzten Räumlichkeiten zur Verfügung gestellt werden. So soll eine integrierte Versorgung sichergestellt werden. Angeschlossen ist ferner das ambulante Zentrum für Geburt und Familie Josefino.